# كي أون
شخصية كي أون (باليابانية: !けいおん، بالروماجي: Keio) هي: سلسلة مانغا يابانيَّة من رسم وتأليف كاكيفلي. صدرت في مايو عام 2007 حتى أغسطس عام 2012 وتتكوّن من 6 مجلدات.
قام استوديو كيوتو أنيميشن بإنتاج انمي للمانغا من جزئين، عرض الجزء الأوّل في 3 أبريل عام 2009 وانتهى عرضه في 26 يونيو عام 2009، مكون من 13 حلقة، وعُرض الجزء الثاني في 7 أبريل عام 2010 وانتهى عرضه في 28 سبتمبرعام 2010، مُكون من 26 حلقة، وأنتج الإستوديو نفسه فيلم عُرض في 3 ديسمبرعام 2011.

## أحداث القصَّة
تدور أحداث القصّة حول (يوي) وهي فتاة متحمسة لإتمامها المرحلة الإعدادية ودخولها في المرحلة الثانوية، إلاّ أنّها تحتار في أي نادي من نوادي المدرسة ستلتحق وخصوصاً أنَّها ليست رياضيَّة ولا تمتلك مواهب معيَّنة، ولكن صادف أن تعثر على إعلان لنادي الموسيقى الخفيفة فتقرِّر الانضمام للنَّادي، رغم عدم معرفتها الكثير عن هذا الفن وعدم إجادة العزف.

## الشخصيات
يوي هيراساوا (باليابانية: 平沢 唯، بالروماجي: Hirasawa Yui)
مؤدية الصوت: أكي تويوساكي
ميو أكياما (باليابانية: 秋山 澪، بالروماجي: Akiyama Mio)
مؤدية الصوت: يوكو هيكاسا
ريتسو تايناكا (باليابانية: 田井中 律، بالروماجي: Tainaka Ritsu)
مؤدية الصوت: ساتومي ساتو
تسوموغي كوتوبوكي (باليابانية: 琴吹 紬، بالروماجي: Kotobuki Tsumugi)
مؤدية الصوت: ميناكو كوتوبوكي
أزوسا ناكانو (باليابانية: 中野 梓، بالروماجي: Nakano Azusa)
مؤدية الصوت: أيانا تاكيتاتسو(باليابانية: 山中 さわ子، بالروماجي: Yamanaka Sawako)
ساواكو ياماناكا
مؤدية الصوت: أسامي سانادا

## وصلات خارجية
- موقع الأنمي الرسمي (باليابانية)

كي أون على موقع ميوزك برينز (الإنجليزية)
- كي أون على موقع ANN manga (الإنجليزية)